# Triljoen
Een triljoen is een miljoen tot de 3e macht, dus 1.000.000.000.000.000.000 of 1018. Het SI-voorvoegsel is exa (E).
Het Amerikaanse, Canadese en modern Engelse trillion betekent iets anders, namelijk 1000 × 10003, dus een biljoen (1012). Het Europese triljoen is dus 1.000.000 keer een trillion. Ook in het Turks betekent het woord trilyon niet 'triljoen' maar 'biljoen'. 
In het 'Amerikaans' en modern Engels wordt een triljoen aangeduid als quintillion (1000 × 10005). 
De ontbinding van 1 triljoen in priemfactoren is: 218 × 518. 